# Metaltrade
Metaltrade este un grup de companii din România, deținut de omul de afaceri gălățean Corneliu Găvăneanu.
Din grup fac parte companiile Metaltrade International, cu activități de producție, procesare și comerț cu produse siderurgice, operatorii portuari Port Bazinul Nou Galați și Port Docuri Galați, precum și Euro Steel Industries, care desfășoară activități de producție țevi sudate elicoidal.
Metaltrade International, principala companie a grupului, a avut afaceri de 27 de milioane de euro în 2008 și aproximativ 10 milioane de euro în 2009 și a avut peste 300 de angajați în 2009.